# サン・ホセ・デル・グアビアーレ
サン・ホセ・デル・グアビアーレ（スペイン語: San José del Guaviare）はコロンビアの町であり、基礎自治体である。グアビアーレ県の県都である。

## 地理
グアビアーレ川沿いに位置する。

## 交通

### 空港
- ホルヘ・エンリケ・ゴンサレス・トレス空港（英語版）